# Gecina
Gecina — французская компания, оператор офисной и жилой недвижимости в Париже и пригородах.

## История
В 1959 году была основана компания Groupement pour le Financement de la Construction (GFC, «Группа финансирования строительства»), в 1963 году её акции были размещены на Парижской бирже. В конце 1980-х годов портфолио недвижимости GFC оценивалось в 3,5 млрд франков.
Рецессия в начале 1990-х годов во Франции вызвала кризис в сфере недвижимости, что привело к слиянию компаний в этой отрасли. В 1991 году GFC поглотила Groupement Français pour l’Investissement Immobilier (GFII), что вывело её на 5-е место среди операторов недвижимости Франции. В 1997 году была поглощена компания Foncina, а в 1998 году — ещё 2: Union Immobilier de France и La Foncière Vendôme, что увеличило стоимость активов GFC до 12 млрд франков, а также увеличило долю объектов в Париже. В конце 1998 года GFC сменила название на Gecina. В июле 1999 года было завершено поглощение основного конкурента на парижском рынке, компании Sefimeg, ранее принадлежавшей миллиардеру Франсуа Пино. В декабре 1999 года была куплена компания Batibail, в результате чего стоимость портфолио выросла до 26,5 млрд франков (4,1 млрд евро). В 2000 году был куплен комплекс зданий Carré Saint-Germain в VI округе Парижа, который был реконструирован в дорогой торгово-офисный центр.
В 2017 году была куплена компания Eurosic.

## Собственники и руководство
Крупнейшим акционером (15,1 %) является канадский оператор недвижимости Ivanhoé Cambridge, полностью контролируемый Депозитным и инвестиционным фондом Квебека (Caisse de dépôt et placement du Québec). Другими крупными держателями акций являются Predica Prévoyance Dialogue du Crédit Agricole SA (дочерняя структура Crédit Agricole, 13,6 %) и Государственный пенсионный фонд Норвегии (9,35 %). Казначейские акции в 2023 году составляли 3,64 % акционерного капитала.
- Жером Брюнель (Jérôme Brunel) — председатель совета директоров с 2020 года, до этого работал в банках Crédit Lyonnais и Crédit Agricole.
- Беньят Ортега (Beñat Ortega) — генеральный директор с апреля 2022 года, до этого работал в операторе торговых центров Klépierre.

## Деятельность
По состоянию на 2023 год компании принадлежало 1,7 млн м² недвижимости общей стоимостью около 17 млрд евро. На парижский регион приходилось 97 % портфолио недвижимости, в том числе 70 % — в самом Париже. Большинство объектов недвижимости находятся во II, VII, VIII, IX и X округах Парижа, в квартале Дефанс, в городах Булонь-Бийанкур и Исси-ле-Мулино. Также имеется 3 объекта в Лионе и 2 в Милане.
Выручка компании за 2023 год составила 667 млн евро, из них 534 млн пришлось на сдачу офисной недвижимости, а 133 млн евро — на жилую недвижимость. Падение стоимости портфолио недвижимости составило 2,186 млрд евро, таким образом, компания закончила год с убытком 1,787 млрд евро. Крупнейшими нанимателями были Engie (7 % выручки), Lagardère (3 %), WeWork (3 %), Boston Consulting Group (3 %), Solocal Group (2 %), Yves Saint Laurent (2 %), EDF (2 %), госведомства (2 %), Edenred (1 %), Arkema (1 %), Eight Advisory (1 %), Renault (1 %), Lacoste (1 %), LVMH (1 %), Ipsen (1 %), Jacquemus (1 %), Salesforce (1 %), CGI Group (1 %), MSD (1 %), Orange (1 %).